# Kampf der Planeten
Kampf der Planeten (Originaltitel: Crimson Force) ist ein US-amerikanischer Science-Fiction-Fernsehfilm aus dem Jahr 2005 von David Flores. In den Hauptrollen sind C. Thomas Howell, David Chokachi und Jeff Fahey zu sehen. Zentrales Thema des Films ist die Marskolonisation.

## Handlung
Der Start der ersten bemannten Marsmission ist geglückt. Unter der Leitung von Kapitän Baskin tritt die Mannschaft die Mission neue, im besten Fall unerschöpfliche Energiequellen zu finden an. Bereits während des Starts merkt Pilot Ambrose, dass das Raumschiff schwerwiegende Fehler aufweist. Allerdings ignoriert Baskin die Warnung, da er die Mission auf jeden Fall erfolgreich beenden will und völlig blind für die Gefahr ist. Nur wenig später müssen sie auf dem Mars notlanden.
Die Mannschaft muss nun das Raumschiff reparieren, um die Mission fortführen zu können. Allerdings befindet sich ein Verräter unter ihnen, der die Reparaturen bewusst manipuliert, indem er die Mechaniker tötet. Während sie den Planeten erkunden, stoßen sie auf eine riesige Kuppel, unter der Leben möglich ist. Priesterkönig Marduk offenbart ihnen, dass die Menschheit einst vom Mars stamme. Er möchte außerdem Frieden mit der Bevölkerung der Erde und einen regen Austausch ihres Wissens und der Technologie. Da die Rohstoffe auf dem Mars zu Ende gehen, plant die Frau von Marduk, Enya, den Mord an ihrem Mann und eine anschließende Invasion der Erde.
Baskin, der insgeheim scharf auf einen Vorstandssitz ist, wird von Enya bezirzt, ihr bei dem Vorhaben zu helfen. Ambrose, dessen einziges Ziel ist mit der ebenfalls der Crew zugehörigen Shara eine Familie zu gründen, stellt sich den Verschwörern entgegen.

## Hintergrund
Der Film wurde in Sofia, Bulgarien gedreht. Seine Premiere in den USA feierte er am 4. Juni 2005.

## Rezeption
„Fadenscheiniger Science-Fiction-Film mit denkbar dünner Handlung und billigen Effekten.“

In der Internet Movie Database erreicht der Film bei fast 800 Stimmen eine Wertung von nur 3,1 von 10,0.